# Druga slovenska nogometna liga 1991-1992
La Druga slovenska nogometna liga 1991-1992 (in lingua italiana: Secondo campionato calcistico sloveno 1991-1992), abbreviata in 2. SNL 1991-1992, è stata la prima edizione della seconda serie del campionato di calcio sloveno. 
Era la continuazione della Območna liga 1990-1991, seconda divisione slovena e quinta jugoslava, ed infatti era strutturato su due gironi Ovest ed Est.
In vista del passaggio al girone unico nella stagione successiva, vi fu un alto numero di retrocessioni.

## Classifiche

### Ovest
|                  | Pos. | Squadra         | Pt | G  | V  | N  | P  | GF | GS | DR  |
| ---------------- | ---- | --------------- | -- | -- | -- | -- | -- | -- | -- | --- |
|                  | 1.   | Studio D        | 41 | 26 | 18 | 5  | 3  | 50 | 14 | +36 |
|                  | 2.   | Triglav         | 38 | 26 | 17 | 4  | 5  | 53 | 21 | +32 |
|                  | 3.   | Ilirija         | 34 | 26 | 15 | 4  | 7  | 64 | 21 | +43 |
|                  | 4.   | Slavija Vevče   | 34 | 26 | 13 | 8  | 5  | 36 | 18 | +18 |
|                  | 5.   | Kočevje         | 33 | 26 | 16 | 3  | 8  | 44 | 25 | +19 |
|                  | 6.   | Tabor Sežana    | 33 | 26 | 15 | 3  | 8  | 50 | 18 | +32 |
|                  | 7.   | Svoboda Kisovec | 26 | 26 | 9  | 8  | 9  | 32 | 26 | +6  |
|                  | 8.   | Piran           | 26 | 26 | 11 | 4  | 11 | 35 | 36 | −1  |
|                  | 9.   | Brda            | 22 | 26 | 6  | 10 | 10 | 27 | 41 | −14 |
|                  | 10.  | Bilje           | 18 | 26 | 7  | 4  | 15 | 22 | 46 | −24 |
|                  | 11.  | Branik Šmarje   | 18 | 26 | 6  | 6  | 14 | 28 | 62 | −34 |
|                  | 12.  | Vodice Šempas   | 15 | 26 | 3  | 9  | 14 | 11 | 40 | −29 |
|                  | 13.  | Žiri            | 13 | 26 | 4  | 5  | 17 | 14 | 54 | −40 |
|                  | 14.  | Jesenice        | 13 | 26 | 3  | 7  | 16 | 17 | 61 | −44 |
| Fonte: rsssf.org |      |                 |    |    |    |    |    |    |    |     |

Legenda:
      Promosso in 1. SNL 1992-1993.
  Partecipa allo spareggio.
      Retrocesso in 3. SNL 1992-1993.
      Retrocesso nel campionato inter−comunale.
      Escluso dal campionato.
Regolamento:
Due punti a vittoria, uno a pareggio, zero a sconfitta.
In caso di arrivo di due o più squadre a pari punti, la graduatoria viene stilata secondo la classifica avulsa tra le squadre interessate (= scontri diretti).

### Est
|                  | Pos. | Squadra                 | Pt | G  | V  | N | P  | GF | GS | DR  |
| ---------------- | ---- | ----------------------- | -- | -- | -- | - | -- | -- | -- | --- |
|                  | 1.   | Železničar Maribor      | 36 | 26 | 14 | 8 | 4  | 38 | 19 | +19 |
|                  | 2.   | Dravograd               | 32 | 26 | 13 | 6 | 7  | 40 | 31 | +9  |
|                  | 3.   | Turnišče                | 31 | 26 | 12 | 7 | 7  | 50 | 37 | +13 |
|                  | 4.   | Korotan Prevalje        | 29 | 26 | 12 | 5 | 9  | 32 | 25 | +7  |
|                  | 5.   | Dravinja                | 29 | 26 | 11 | 7 | 8  | 43 | 24 | +19 |
|                  | 6.   | Veržej                  | 29 | 26 | 10 | 9 | 7  | 36 | 29 | +7  |
|                  | 7.   | Kovinar Maribor         | 28 | 26 | 10 | 8 | 8  | 33 | 33 | 0   |
|                  | 8.   | Partizan Slovenj Gradec | 26 | 26 | 9  | 8 | 9  | 39 | 33 | +6  |
|                  | 9.   | Pohorje                 | 26 | 26 | 10 | 6 | 10 | 30 | 37 | −7  |
|                  | 10.  | Žalec                   | 25 | 26 | 9  | 7 | 10 | 29 | 33 | −4  |
|                  | 11.  | Bistrica                | 23 | 26 | 9  | 5 | 12 | 34 | 40 | −6  |
|                  | 12.  | Rače                    | 21 | 26 | 7  | 7 | 12 | 32 | 41 | −9  |
|                  | 13.  | Limbuš Pekre            | 21 | 26 | 7  | 7 | 12 | 28 | 33 | −5  |
|                  | 14.  | Središče ob Dravi       | 8  | 26 | 3  | 2 | 21 | 21 | 70 | −49 |
| Fonte: rsssf.org |      |                         |    |    |    |   |    |    |    |     |

Legenda:
      Promosso in 1. SNL 1992-1993.
  Partecipa allo spareggio.
      Retrocesso in 3. SNL 1992-1993.
      Retrocesso nel campionato inter−comunale.
      Escluso dal campionato.
Regolamento:
Due punti a vittoria, uno a pareggio, zero a sconfitta.
In caso di arrivo di due o più squadre a pari punti, la graduatoria viene stilata secondo la classifica avulsa tra le squadre interessate (= scontri diretti).

## Spareggio
| Squadra 1 | Totale | Squadra 2    | Andata     | Ritorno    |
| --------- | ------ | ------------ | ---------- | ---------- |
|           |        |              | 21.06.1992 | 25.06.1992 |
| Veržej    | 2 – 3  | Tabor Sežana | 1 – 1      | 1 – 2      |